# Serixia truncata
Serixia truncata är en skalbaggsart som beskrevs av Stefan von Breuning 1958. Serixia truncata ingår i släktet Serixia och familjen långhorningar.
Artens utbredningsområde är Filippinerna. Inga underarter finns listade i Catalogue of Life.